# Passaport immunitari
|  | No s'ha de confondre amb Immunitat diplomàtica. |

El passaport immunitari, passaport d'immunitat, passaport sanitari o certificat immunitari és un document d'identitat utilitzat com a política pública de salut, que certifica que una persona ha estat immunitzada contra una malaltia infecciosa específica, ja sigui a través de vacunes o qualsevol altre mètode, a tall de reduir els contagis i la morbiditat d'aquesta a la població general. Aquesta condició atorgaria certs drets, avantatges o beneficis a aquestes persones en detriment dels qui no han estat immunitzats, com ara més llibertat de circulació, l'admissió a llocs concorreguts amb un alt aforament, etc., especialment en situacions crítiques, per ajudar a mitigar un brot epidèmic o una pandèmia.
Si bé l'origen del concepte té segles d'antiguitat, el terme va començar a adquirir notorietat durant el segle XXI durant la pandèmia de COVID-19, com una manera de contenir potencialment els efectes sanitaris i econòmics de la pandèmia, atorgant-li una documentació d'aquest tipus a vacunats i recuperats de la malaltia produïda pel virus SARS-CoV-2 i les seves variants.

## Procés d'obtenció
Per obtenir un document d'aquesta naturalesa, cal que una persona se sotmeti a un reconeixement mèdic, que permeti una opinió experta del professional de la salut sobre la malaltia en qüestió. Perquè el diagnòstic sigui encara més precís, és de vital importància la realització d'anàlisis de laboratori clínic que permetin donar resultats més exactes sobre la presència d'anticossos o antígens a la sang, saliva, orina o altre fluid del pacient.
En alguns països, s'ha pensat en la idea de considerar un certificat de vacunació com un tipus de passaport immunitari, però, la sola vacunació no permet identificar com d'immunitzada està la persona inoculada, ni la seva immunització a totes les variants (o ceps) produïdes per la mutació d'un mateix virus, per al cas de malalties virals.

## Història

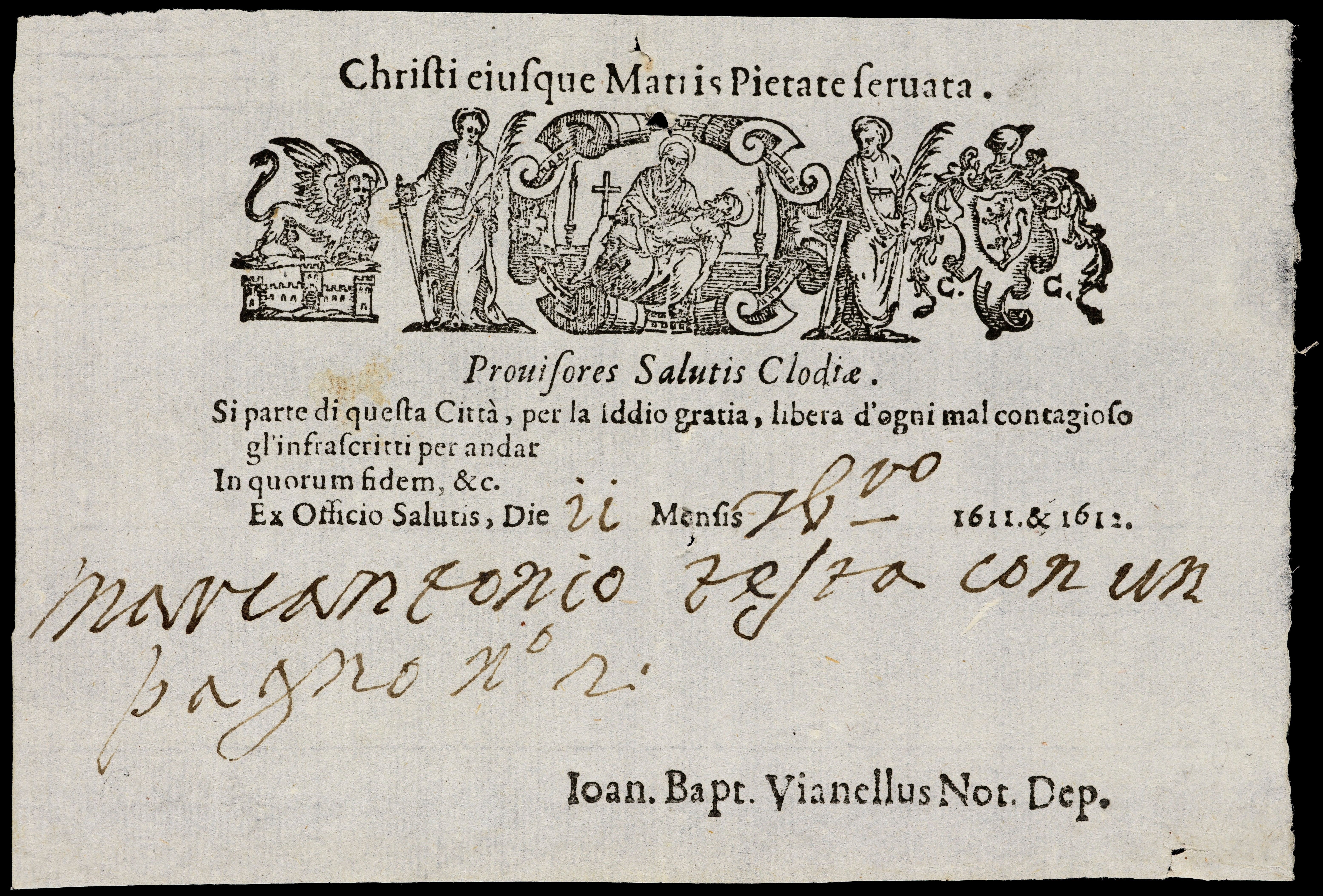
Un passi sanitari italià (fede di sanità) per viatjar en temps de pesta, 1611.

L'aparició dels primers documents que acreditaven l'estat de salut d'una persona davant d'una epidèmia va sorgir amb l'establiment de les primeres quarantenes i els cordons sanitaris, els quals restringien el desplaçament de les persones. Hi ha registre que a partir del segle xviii, diversos antics estats italians van emetre passaports sanitaris (fede di sanità en italià), amb el propòsit d'eximir els portadors de la realització de quarantenes o poder passar controls sanitaris.
Durant el brot de febre groga al segle xix, una malaltia transmesa principalment per mosquits i que tenia una alta taxa de mortalitat, era comuna en àrees amb una alta xifra de contagis, com al sud dels Estats Units, presentar-se com a «aclimatat» a l'hora de buscar feina, és a dir, que la persona havia viscut una quantitat de temps suficient en una zona on es trobava present la malaltia o que havia estat revisada per un metge que acredités aquesta condició de salut. A causa de la inexistència d'exàmens sanguinis, era molt difícil precisar amb exactitud el veritable estat serològic de la persona. Aquest tipus de certificacions mèdiques eren molt útils a l'hora de ser contractat pel fet que es prioritzava els que posseïen aquesta condició, en especial en feines que requerien una capacitació prèvia, per evitar que el treballador simplement morís després d'haver estat capacitat, cosa que significava una pèrdua de diners per a l'ocupador.

### COVID-19

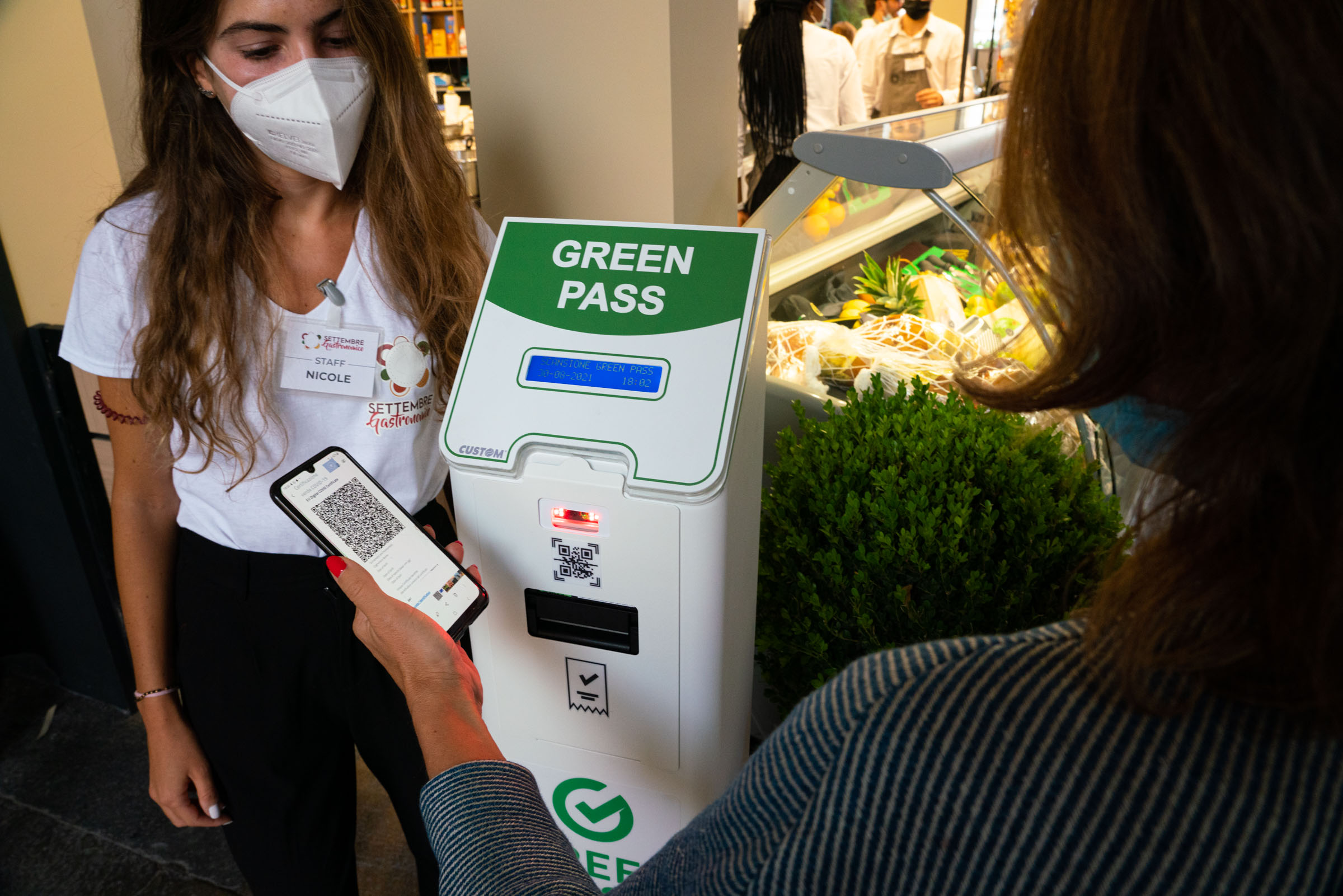
Un green pass de la Unió Europea en format digital abans d'entrar a un bistrot de Parma, Itàlia, durant la pandèmia de COVID-19.

En el context de la COVID-19, s'ha argumentat que aquests certificats són d'utilitat pràctica per a la societat només si es poden complir totes les condicions següents:
- els pacients recuperats o vacunats tenen una immunitat protectora que evita que es reinfectin
- la immunitat protectora és de llarga durada
- el patogen muta prou lentament perquè la immunitat funcioni contra la majoria de les soques
- les proves d'immunitat tenen taxes baixes de falsos positius

Tanmateix, algunes vacunes de llarga durada recomanades per l'Organització Mundial de la Salut, com la vacuna contra el meningocòc, són menys del 100% efectives i la seva protecció no és eterna.
L'any 2021, a mesura que les vacunes contra la COVID-19 es van fer més accessibles al públic, alguns governs van començar a autoritzar les credencials sanitàries com a document o en forma digital. Aquests «passaports de vacuna» s'utilitzen per controlar l'accés del públic a llocs interiors (com ara bars, restaurants, balnearis i casinos) i reunions molt grans (com concerts, festivals i esdeveniments esportius) i no només per facilitar els viatges. Segons els requisits de l'autoritat emissora, el sol·licitant hauria de proporcionar proves de vacunació, una prova de COVID-19 negativa, una prova de recuperació del virus o alguna combinació d'aquests. El seu ús i implementació ha estat controvertit i ha plantejat diverses preocupacions científiques, mèdiques, ètiques, legals, de discriminació, privadesa, drets civils i drets humans.
A Catalunya, el «certificat covid» s'obté a través de la plataforma La Meva Salut, del Departament de Salut de la Generalitat de Catalunya, i acredita la pauta de vacunació completa, que s'ha passat la malaltia darrerament o bé una prova diagnòstica negativa recent. Va entrar en vigor per tal d'accedir a locals d'oci nocturn quan es van reobrir aquests l'octubre de 2021, i dos mesos més tard es va ampliar a establiments de restauració, gimnasos i residències de gent gran.